# タツヤ・レイシー
達也 レイシー（Tatsuya Lacey、1990年8月14日 - ）は、日本の男性モデル。
オーストラリア出身。バークインスタイル所属。

## 略歴
父親がオーストラリア人で母親が日本人のハーフ。3人兄弟の長男で、弟にコウタ・レイシー、チアキ・レイシーがいる。
12歳までオーストラリアで育ち、その後日本で過ごす。13歳からモデルを始める。6歳から始めたサッカーでセミプロまで行ったが、プロを目指すもの断念。
フリースタイルフットボーラーでもあり、オーストラリアに留学しているとき、自身と同じオーストラリアと日本のハーフであるフォーサイス有間とフリースタイルフットボールグループ KAFA Boyzを結成。2007年12月、KAFA Boyz初のPV「KAFA Boyz」をYouTubeとMySpaceTVに投稿。
18歳からトレーナーとして、ナオミ・キャンベル、サウジアラビア王妃、浜崎あゆみ、IKKO、坂井宏行、大友康平、ショーン・ラビット選手（フィギュアスケート男子アメリカ代表）、すみれ、アイバン、忽那汐里、ハリー杉山、たけまり、Jリーガー、Bリーガーなど、数々のアスリートや芸能人のフィットネス・ボディメイクを担当。指導人数は1000人にもなる。
2015年11月22日、モデルでジェームス三木の孫娘であるケイティ（父親がアメリカ人、ジェームス三木の娘を母親に持つハーフ）と結婚。
2017年に東京都港区麻布十番にある「FIT AVENUE」というパーソナルトレーニングジムにてチーフトレーナーとして就任。
2017年7月28日、フィリピンのパサイで開催された「en:Man of the World 2017」に、「Tatsuya Furuyama」の名前で日本代表として出場する。同年、妻のケイティとの間に第1子の長女を授かる。
2020年に都内に「LACE UP」というパーソナルトレーニングジムを立ち上げ、チーフトレーナーとして就任。
現在は、トレーナー兼モデルとして活動している。

## 出演

### 雑誌
- MEN'S NON-NO
- smartHEAD
- Smart
- ゼクシィ
- Men's JOKER
- COBS
- Samurai magazine

### カタログ
- Kanebo Sports wear
- cecile
- PROGRAM
- FILA CM
- PSP
- ケロッグ
- NIKE（ヒマラヤスポーツ）

### 写真集
- SUPER TATSUYA[2] （2012年）※撮影は、写真家のレスリー・キーによるもの。

### テレビ
- 明石家さんちゃんねる（2008年7月16日、TBS系）コーナー「イケメン♂　夏の納涼祭り」
- 有田哲平の夢なら醒めないで ～ヨンア＆すみれの“意識高い私生活“を初公開SP～（2018年1月30日、TBS系列）
- アウト×デラックス（2018年8月16日、フジテレビ系）- 妻のケイティと義祖父のジェームス三木とのゲスト出演。
- 本気で楽しむ大人の部活！ホノルル駅伝2019（2019年6月9日、BSフジ）